# Нелсон Дібел
Нелсон Дібел (англ. Nelson Diebel, 9 листопада 1970) — американський плавець.
Олімпійський чемпіон 1992 року.
Призер Пантихоокеанського чемпіонату з плавання 1989 року.
Призер Панамериканських ігор 1991 року.